# メキシコの文化

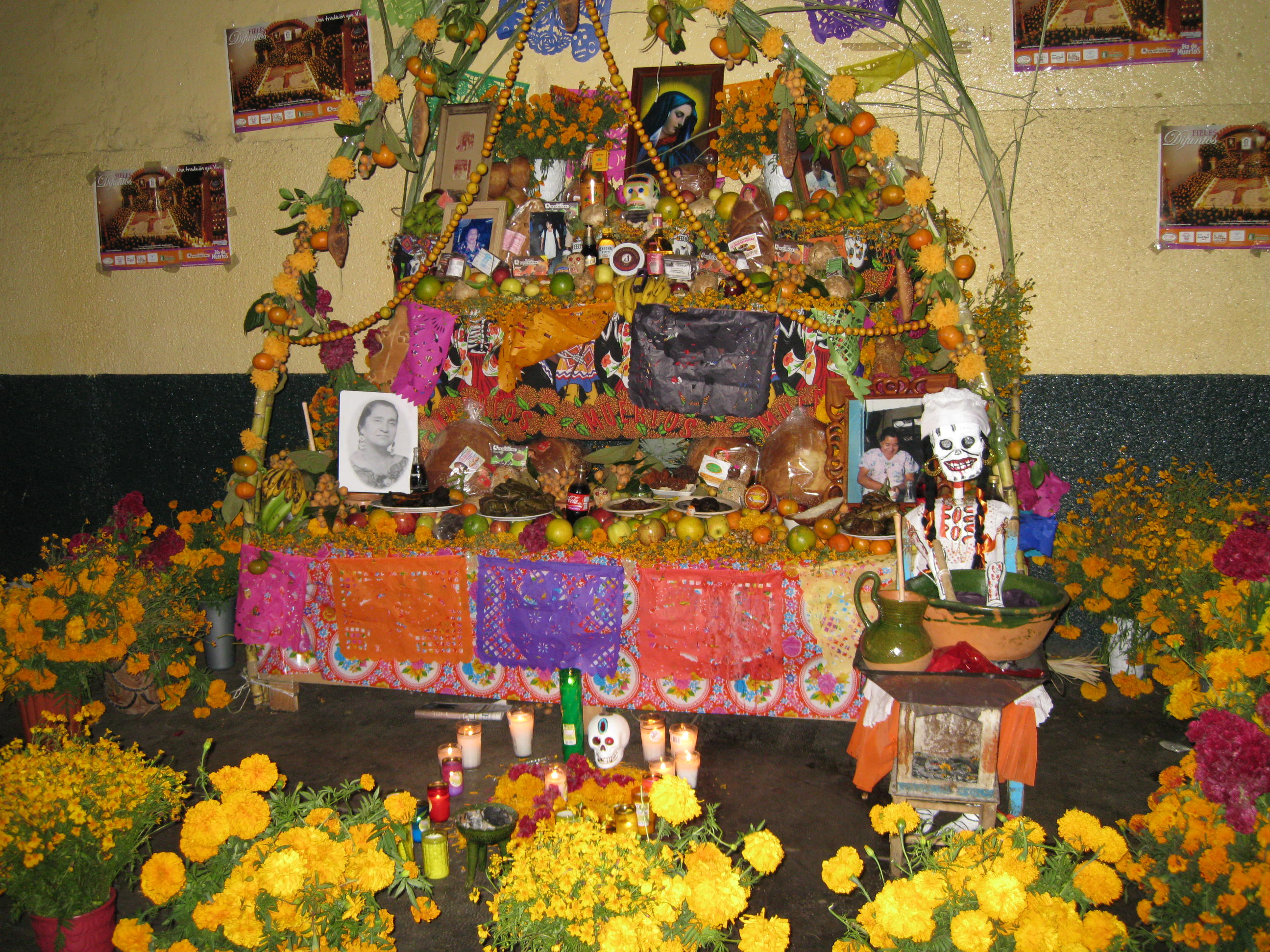
死者の日の祭壇（オフレンダ）

メキシコの文化は、19世紀・20世紀の間に急速に変化した。当時の都市生活は、隣のアメリカ合衆国やヨーロッパのそれに、多くの面で近くなっていった。大半のメキシコの村人は、都市住民の生活よりも古い生活様式を守っている。メキシコ人の45%以上が、人口5万人以上の都市で暮らしている。メキシコの大都市圏には、メキシコシティや、グアダラハラ、モンテレイ、プエブラ・トラスカラが含まれ、田園地域には、チアパス州、オアハカ州、ゲレーロ州、ソノラ州、シナロア州、タマウリパス州、ユカタン州、アグアスカリエンテス州、ミチョアカン州等に点在する小規模な地域が含まれる。

## 言語
メキシコは世界で最もスペイン語話者の人口が多い国である。
現在メキシコ人の圧倒的多数派がスペイン語を話すとはいえ、政府は、62の土着のアメリカ・インディアン諸語を国語として認めている。メキシコのスペイン語語彙の中には、人口のおよそ6%が話す同国の土着言語にルーツがあるものもある。土着のメキシコ語の単語には、英語などの他言語でも一般的になったものもある。例えば、トマトやチョコレート、コヨーテ、アボカドと言った単語は、元々はナワトル語である。

## 宗教

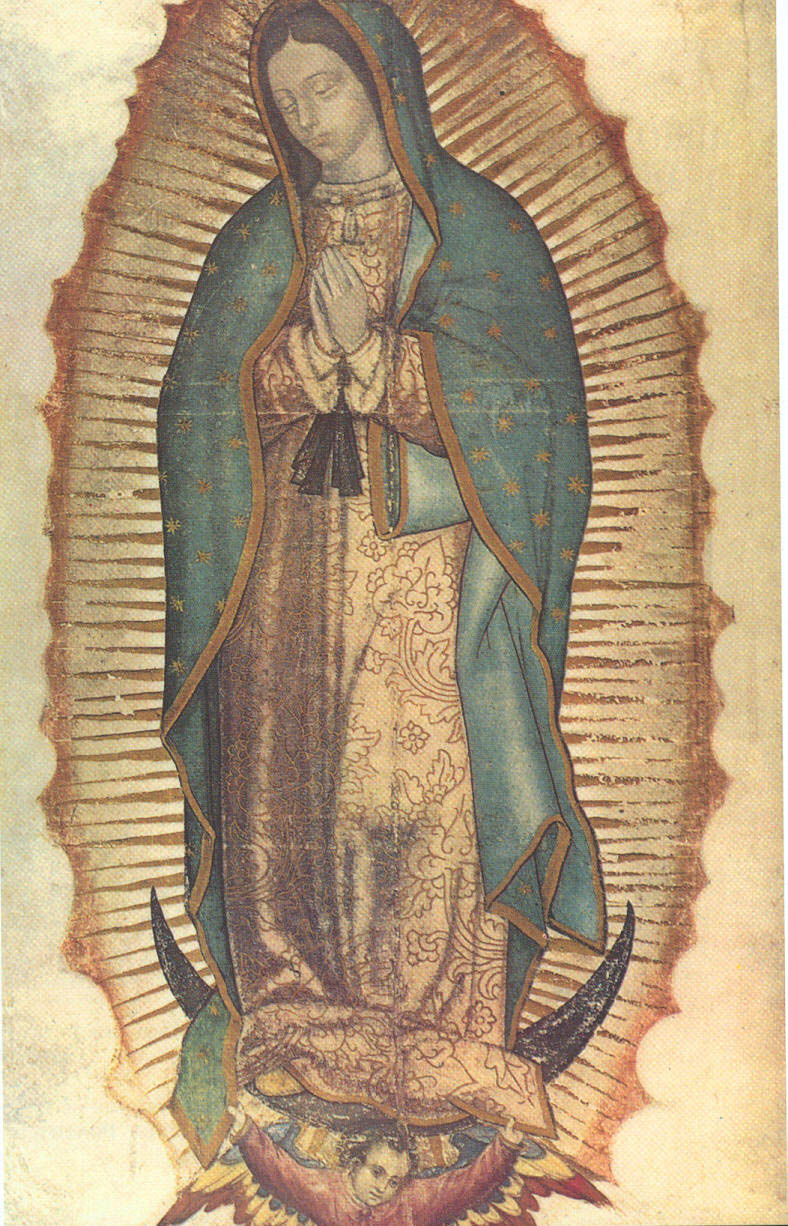
メキシコの守護聖人、グアダルーペの聖母。

スペイン人の到達と植民地化は、同国にローマ・カトリック主義を持ち込み、メキシコの主要な宗教になった。しかし、メキシコには「公式の」宗教（国教）はなく、1917年憲法と反教権主義法は、教会に制限を課し、時に教会の問題への国家の介入を成文化している。政府は教会への財政支援を一切行わず、教会は公教育に参加しない。
最新の人口調査によれば、自己帰属で人口の76.5%がキリスト教徒である。ローマ・カトリックは、その総人口の89%であり、そのうち47%が毎週礼拝に参加する。
絶対評価では、メキシコは、ブラジルに次いで世界第二位のカトリック教徒数を誇る。
政府の2000年の人口調査によれば、回答者のおよそ87%が、自分を少なくとも名目上はローマ・カトリックと認識していた。2000年の人口調査で見積もりが出たその他の宗教グループには、人口の1.71%の福音主義、2.79%のその他プロテスタント福音主義グループ、1.25%のエホバの証人、0.71%の「歴史的」プロテスタント、0.58%のセブンスデー・アドベンチスト教会、0.25%の末日聖徒イエス・キリスト教会、0.05%のユダヤ人、その他の宗教0.31%が含まれる。おおよそ回答者の3.52%が、「無宗教」と回答し、0.86%が宗教を明示しなかった。

## 芸術

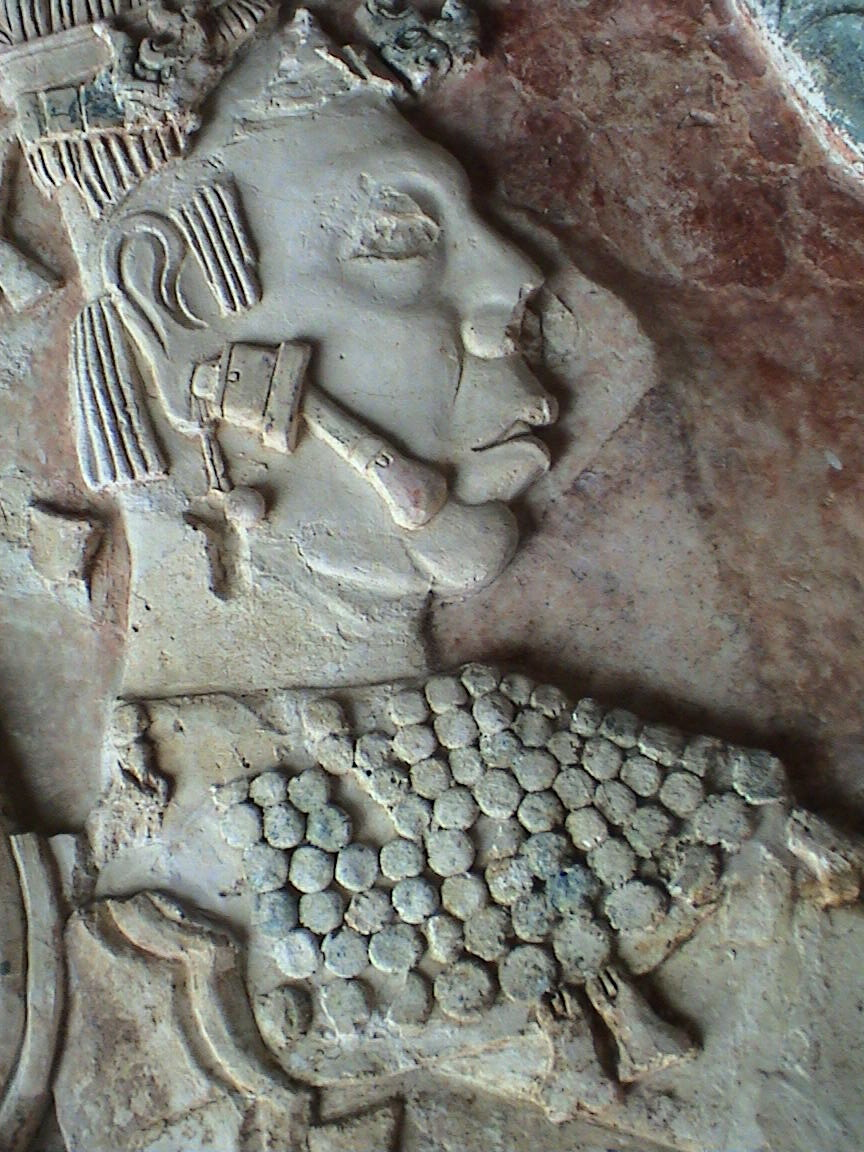
パレンケ出土のマヤのレリーフ彫刻

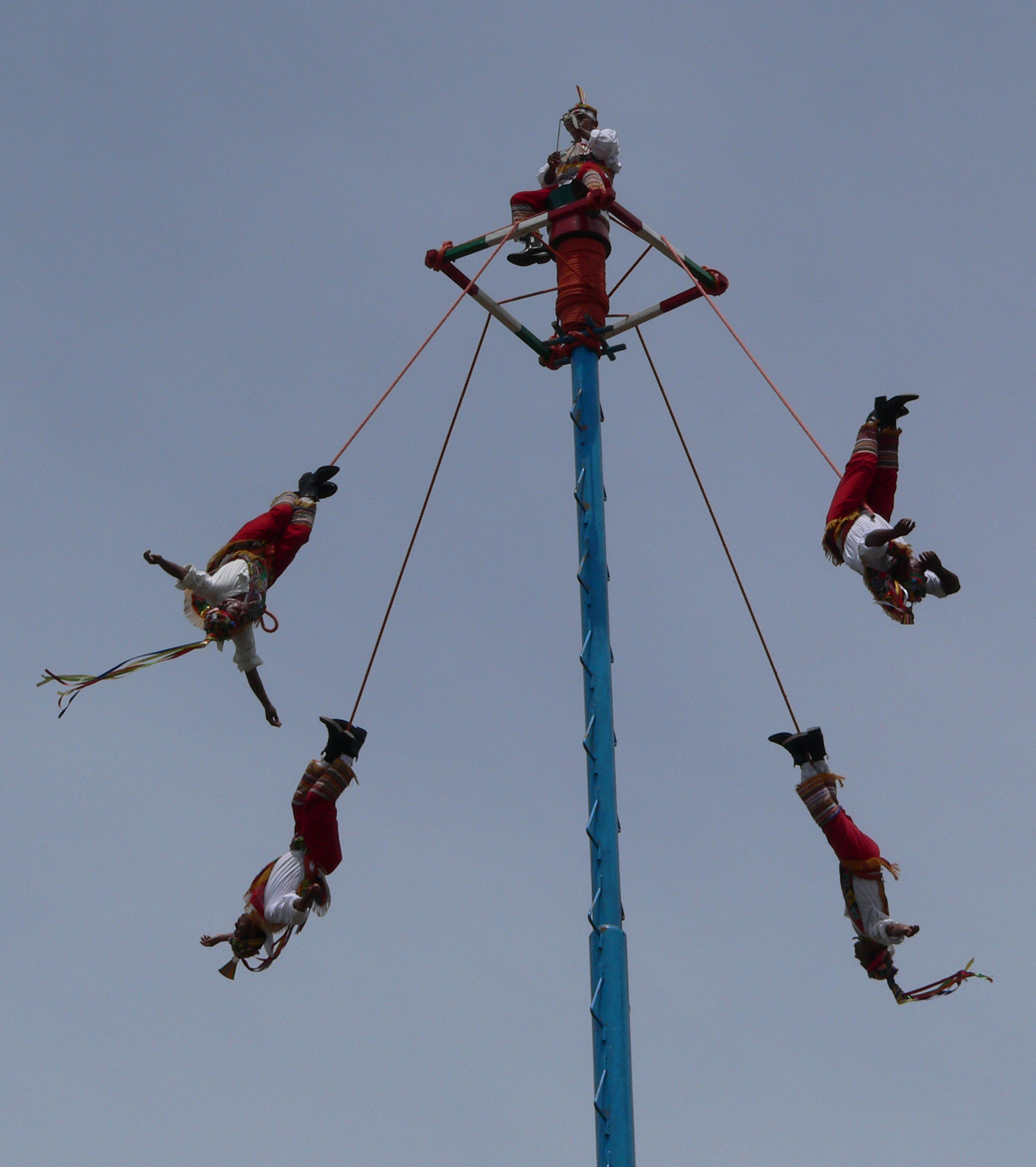
ベラクルス州パパントラのトトナック族の儀式的舞踊、ダンサ・デ・ロス・ボラドーレス

メキシコは、ほとんどが先住民とスペインの工芸に由来するその郷土芸術の伝統で知られている。先コロンブス期の芸術は、紀元前1800年から紀元後1500年までの長い時間をかけ成長した。確かな芸術的特色、つまり角張り直線的な模様と、三次元の陶磁器に対する嗜好が同地域で広く見られた。特筆すべき手工芸品には、オアハカ盆地とトナラの村落から出土した土器がある。色鮮やかな織物や刺繍の綿布の民族服ウィピルやケスケミトル、綿や羊毛を織ったレボソ（ショール）やセラーペ、色鮮やかなかごや敷物は、どこでも見られる。メキシコはまた、特に公共建築や儀礼センター、都市の巨大建築物や建造物に見られる先コロンブス期の建築様式でも知られている。
スペイン植民地時代から20世紀前半にかけて、メキシコの美術は、主にヨーロッパの伝統に影響を受けた。ヨーロッパの教会建築と土着の伝統的意匠が組み合わされたこの時代の様式はウルトラバロックとも呼ばれており、メキシコシティ・メトロポリタン大聖堂はその代表的な作例である。メキシコ革命以後、メキシコの新世代の芸術家が、作品に政治的、歴史的、民族的テーマを組み入れた活気あふれる国民運動を導いた。画家のディエゴ・リベラとホセ・クレメンテ・オロスコ、ダビッド・アルファロ・シケイロスらは、その壮大な壁画のために世界的に有名になり、度々明快な社会的メッセージを示した。ルフィーノ・タマヨ とフリーダ・カーロは、抽象的な要素を含んだ更に個人的な作品を生み出した。メキシコの芸術写真は、主にマヌエル・アルバレス・ブラボの作品で成長した。

## 建築様式

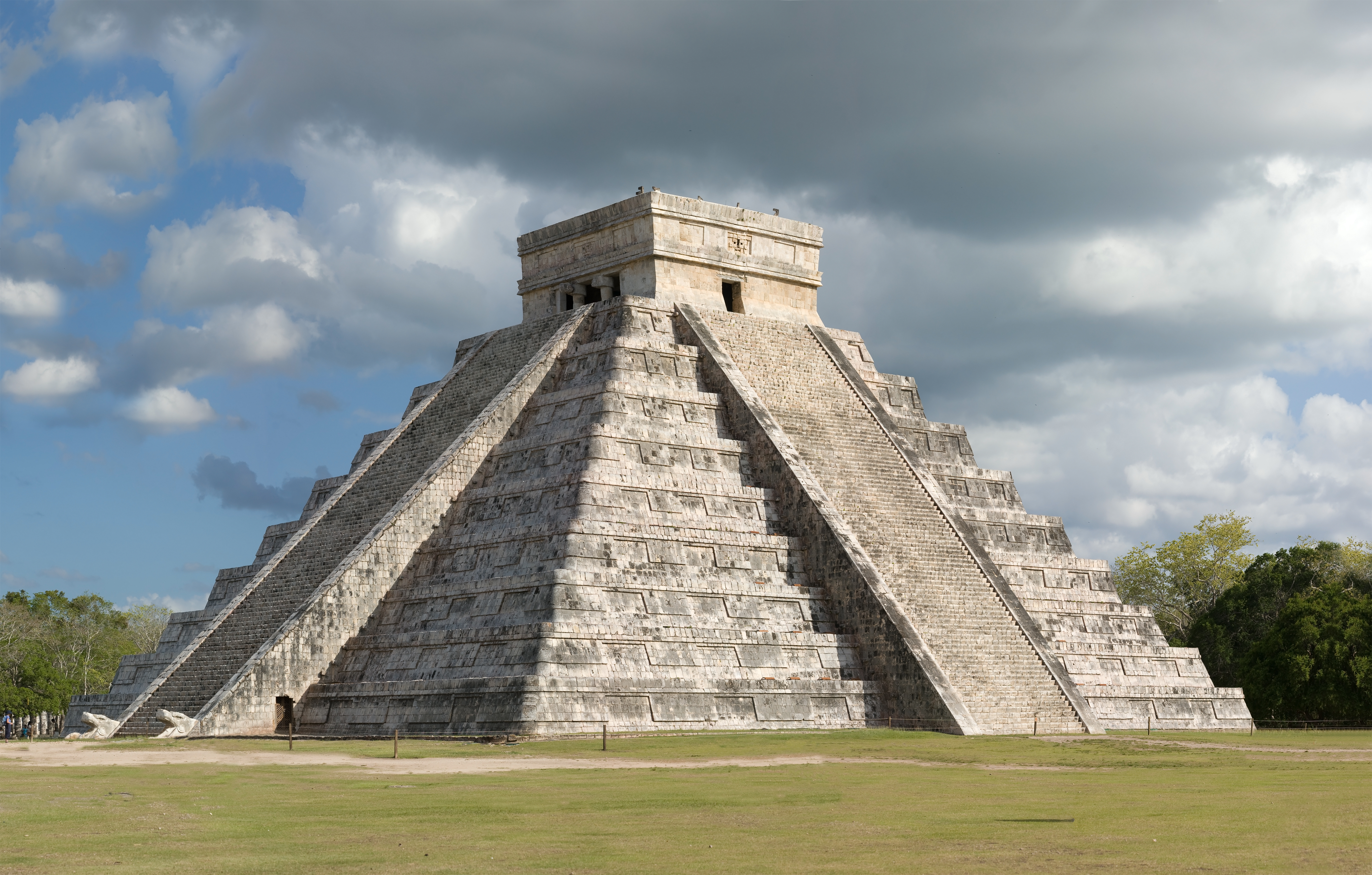
エル・カスティーヨ (チチェン・イッツァ)

メキシコはアメリカ州の他のどの国よりも多い31件の世界遺産を誇り、そのほとんどが同国の歴史的建築に関係する。メキシコの先コロンブス期の建築は、公共建築や儀礼センターおよび都市の巨大建築物や建造物でよく知られているが、その中のいくつかは世界最大の遺跡である。メソアメリカの建築様式は古典以前、古典、古典以後の3つの時代に分けられる。
スパニッシュ・コロニアル様式は早期の植民地メキシコを席巻した。17世紀末から1750年の間、メキシコで最も一般的な建築様式の一つは、インディオとムーア人の装飾の影響を兼ね備えたメキシコ・チュリゲレスク様式であった。またこの様式はウルトラバロックとも呼ばれている。

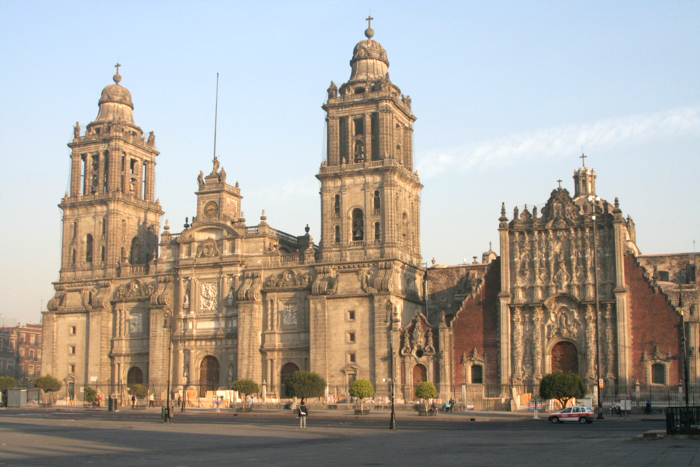
メキシコシティ・メトロポリタン大聖堂

1788年に設立されたサン・カルロス・アカデミーはアメリカ州で最初の一流の芸術アカデミーだった。このアカデミーは新古典主義を促進し、古代ギリシアと古代ローマの美術および建築に焦点を置いていた。

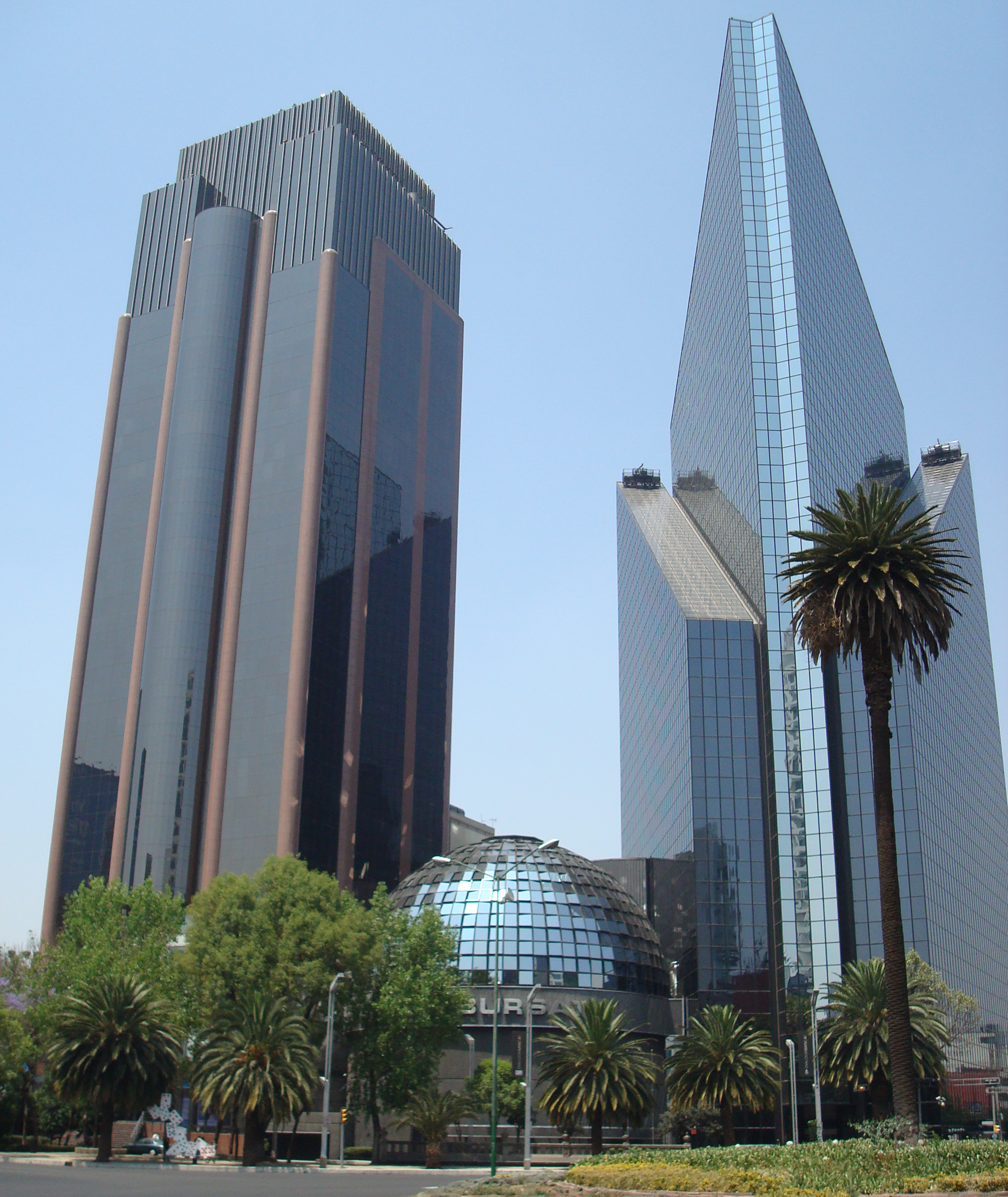
メキシコ証券取引所

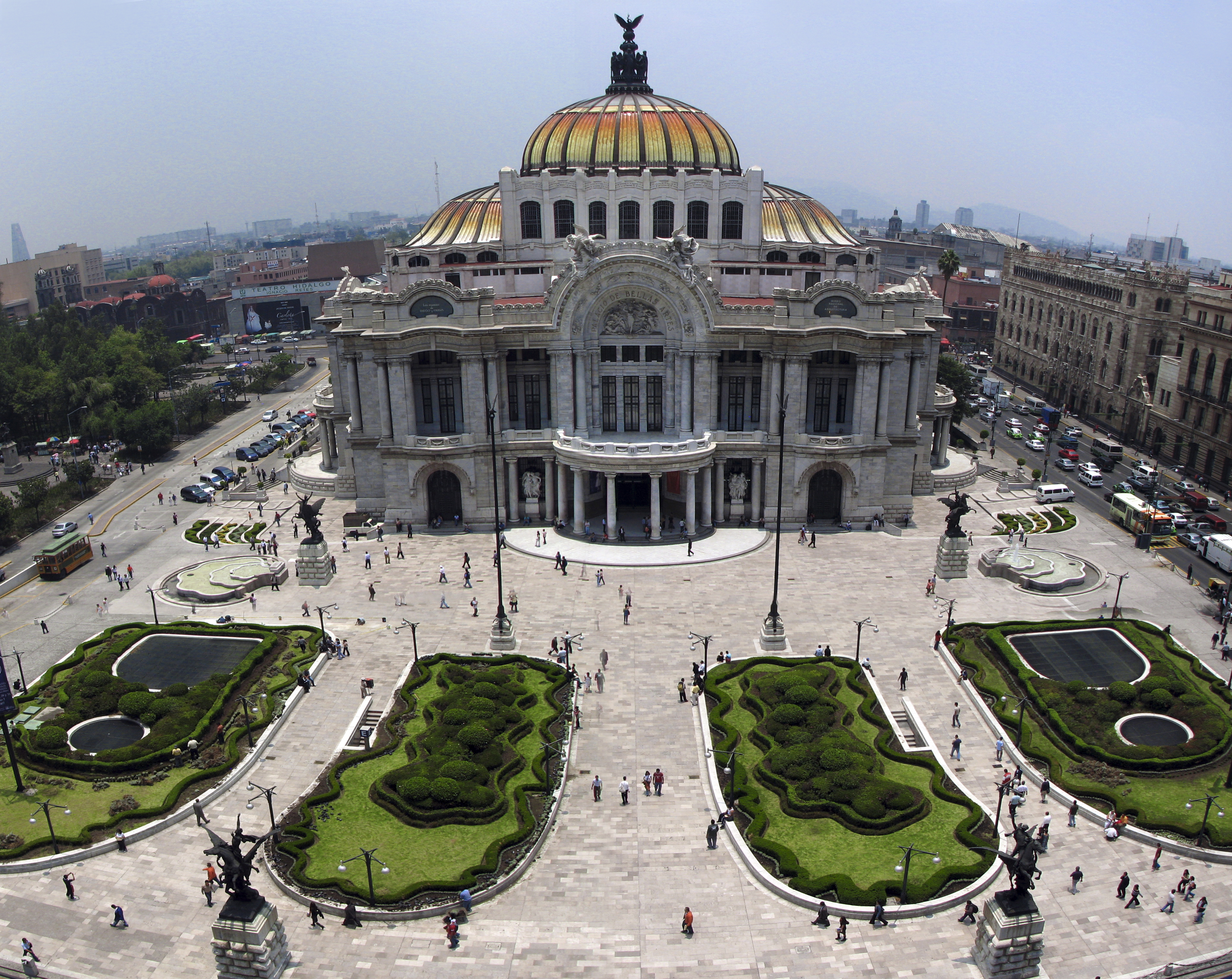
ベジャス・アルテス宮殿

1864年から1867年までのメキシコ第二帝政の間、ハプスブルク＝ロートリンゲン家出身のマクシミリアン一世がメキシコ皇帝となった。主にフランスの資金援助により起こったこの干渉は短命だったが、これにより、20世紀に入っても続いた建築や文化におけるフランスの影響期間が始まった。
1917年のメキシコ革命以後、土着や伝統的なものの理想化は、過去に到達し、近代化の果てにメキシコ人から失われてしまったものを取り戻そうとする試みを象徴していた。
機能主義や表現主義およびその他の流派は、メキシコ様式的要素がヨーロッパと北アメリカの技巧と結びついた莫大な数の作品にその印象を残した。中でもプリツカー賞を受賞したルイス・バラガンの作品は特筆に値する。
TEN ARQUITECTOSの創業者エンリケ・ノルテンは、モダニズム建築の作品により様々な栄誉を与えられた。彼の作品には、メキシコの新たなイメージを世界的な存在感のある工業国とせんとする政府の願望を補強する現代性が現れている。
その他著名で新進気鋭の現代建築家には、マリオ・シェトナンやミチェル・ロイキンド、タティアナ・ビルバオ、イサック・ブロイド・サイマン、ベルナルド・ゴメス=ピミエンタ、ルイス・ビセンテ・フローレス、アルベルト・カラチ、ダニエル・アルバレス、ホセ・アントニオ・アルドレーテ＝アースがあげられる。

## 文学

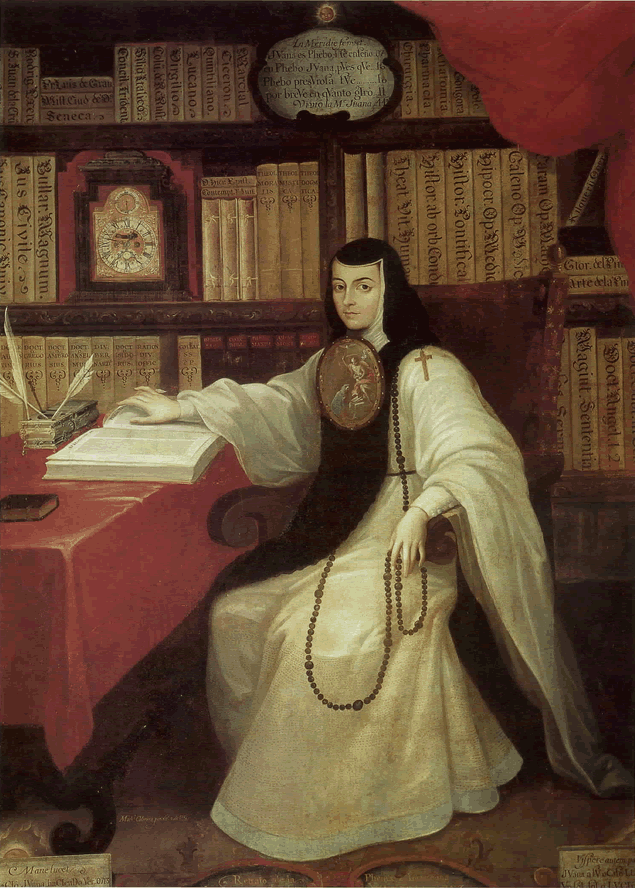
メキシコの詩人及び作家、ソル・フアナ＝イネス・デ・ラ・クルスの18世紀後半の肖像画、作ミゲル・カブレラ

メキシコ文学は、メソアメリカの先住民族の文学にそのルーツがある。最もよく知られているヒスパニック前時代の詩はネサワルコヨトルである。現代メキシコ文学は、スペインのメソアメリカ植民地化の構想に影響を受けた。植民地時代の傑出した作家と詩人にはフアン・ルイス・デ・アラルコンやソル・フアナ・イネス・デ・ラ・クルスがいる。
その他の作家にはアルフォンソ・レイエスや、ホセ・ホアキン・フェルナンデス・デ・リサルディ、イグナシオ・マニュエル・アルタミラノ、マルーシャ・ビラルタ、カルロス・フエンテス、ノーベル文学賞受賞者オクタビオ・パス、マリアノ・アスエラ（"Los de abajo"）、フアン・ルルフォ ("Pedro Páramo")が挙げられる。ドイツ生まれのB・トラベンはメキシコ文化に溶け込み、「Canasta de cuentos mexicanos」や「El tesoro de la Sierra Madre」を執筆した。

## 映画
メキシコ映画の歴史は、新たなメディアに取りつかれた様々な人々が歴史的な出来事、特にメキシコ革命を記録した20世紀初めに始まる。メキシコ映画の黄金時代は、映画の品質と経済的成功が頂点に達した1939年から1959年までの期間につけられた名前である。今日の映画製作者には、アレハンドロ・ゴンサレス・イニャリトゥ(『アモーレス・ペロス』、『バベル』)や、アルフォンソ・クアロン (『トゥモロー・ワールド』、『ハリー・ポッターとアズカバンの囚人』)、ギレルモ・デル・トロ (『パンズ・ラビリンス』)、カルロス・レイガダス (Stellet Licht)、脚本家のギジェルモ・アリアガ、オーナーの ギジェルモ・ナバロとエマヌエル・ルベスキなどがいる。

## 祝祭日

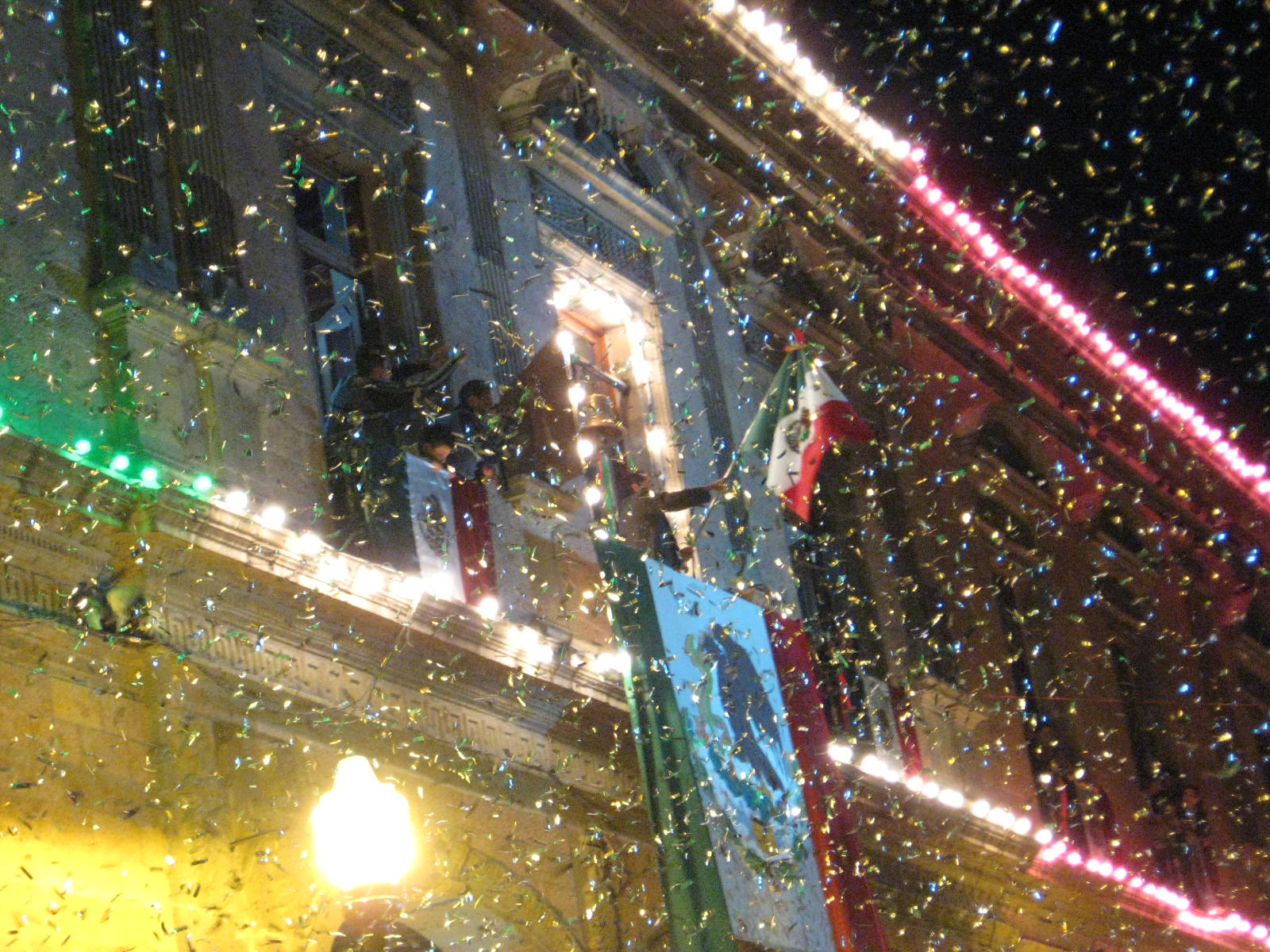
2008年の独立記念日の祝祭の開始時に「Viva Mexico」という「ドロレスの叫び」を上げる市長

メキシコ人は9月16日のスペインからの独立や、「フィエスタス」（Fiestas）として知られている祝祭により祭日を祝う。
多くのメキシコの都市や町、村で年に一度地域の守護聖人を祝す祭りが催される。この祭りの間人々は、花々や色鮮やかな道具で飾り付けられた教会で聖人に対する敬意を示すために祈り、ろうそくに火をつける。また、大規模なパレードや花火大会、ダンスコンペ、美しいページェントコンテスト、パーティーなども催し、市場や広場で軽食を購入する。比較的小さな町や村では、祭りの期間中のサッカーとボクシングも有名である。

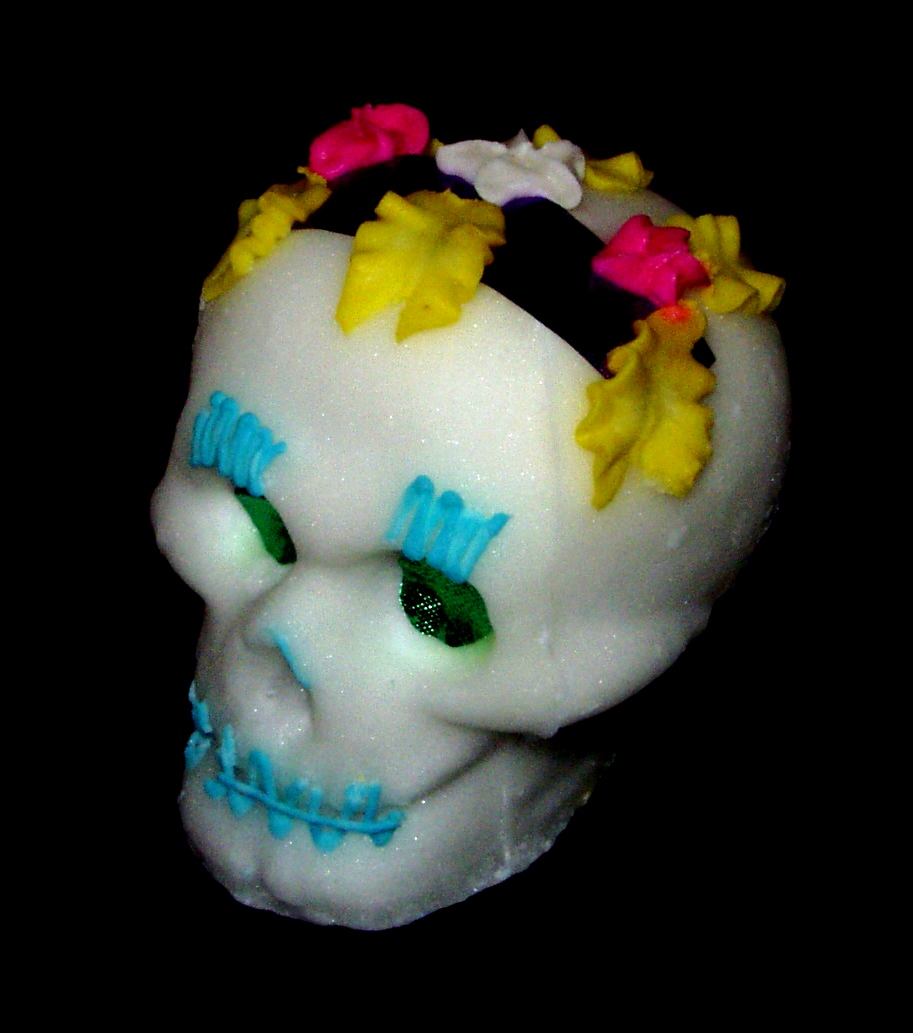
死者の日 の祭の期間中に与えられる、砂糖で作られた髑髏

そのほかの祭には、グアダルーペ聖母祭（Día de Nuestra Señora de Guadalupe、12月9日）や、ラ・ポサーダス(12月16日から12月24日にかけて祝われる「庇護」)、ノーチェブエナ (Nochebuena,12月24日に祝われる「クリスマス・イヴ」)、ナビダッド (12月25日に祝われる「クリスマス」)、アニョ・ヌエボ (12月31日から1月1日にかけて祝われる「ニューイヤーズデイ」などが挙げられる。「グアダルーペの日」は、多くのメキシコ人が国の最も重要な宗教上の祭日であるとみなしている。メキシコの守護聖人であるグアダルーペの聖母に対する敬意を示すものであり、12月12日に祝われる。過去十年で、12月半ばから1月のはじめにかけて起こるすべての祝祭がグアダルーペ＝レイエスマラソンと呼ばれるもので結び合わされた。
ピニャータは著名人や動物、架空の人物を模して作られた張り子細工で、鮮やかな色で塗られている。中に菓子や小さなおもちゃを詰めたピニャータを天井からつるし、目隠しされた子供たちが棒を持って、ピニャータが壊れて開き、キャンディや小さなおもちゃが降ってくるまで交代でピニャータを叩く。子供達はピニャータから降ってくるキャンディや小さなおもちゃを拾い集める。

## 料理

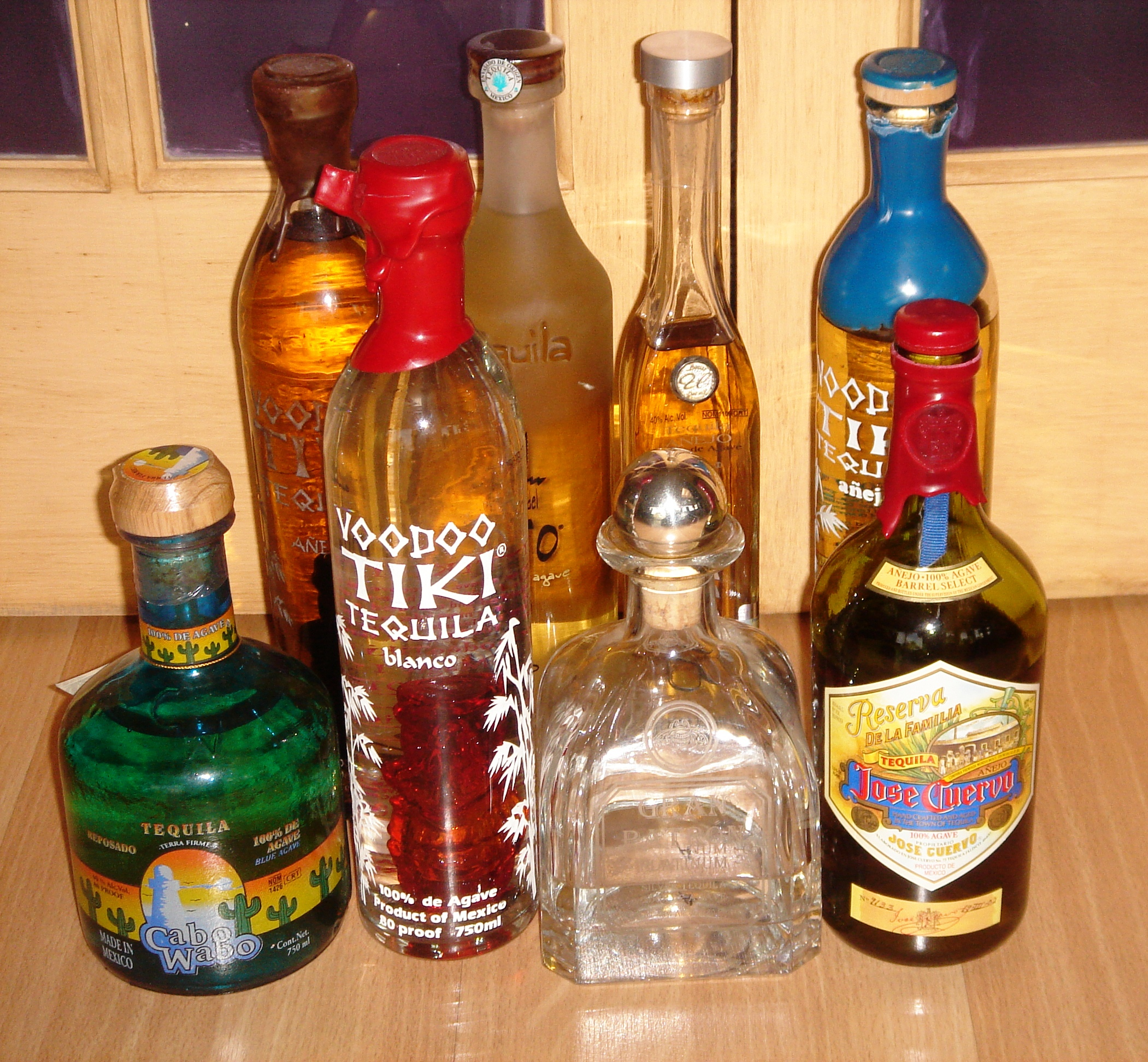
メキシコの国民的アルコール飲料テキーラ

メキシコ料理はアステカ料理など土着の食文化と旧世界の料理、特にスペイン料理との融合により形作られた。ポピュラーなメキシコ料理には、タコスやエンチラーダ、モーレ、アトーレ、タマレス、ポソーレなどがある。伝統的に、メキシコ料理の主要な材料はトウモロコシ、豆、食肉、ジャガイモ、トマト、ピーマン、唐辛子、ハバネロペッパー、タマネギ、種実類、アボカド、グアバである。ポピュラーな飲料には様々な果汁やローゼルで風味を付けた水やオルチャータ、そしてミルクか水で溶いてモリニージョと呼ばれる伝統的な木の混ぜ棒を使ってよく泡が立つまでかき混ぜたシナモン風味のホット・チョコレートが挙げられる。メキシコ特有のアルコール飲料には、メスカルやプルケ、テキーラがある。コロナビールなどメキシコのビールも人気で、盛んに輸出されている。メキシコのワインの醸造はスペイン人による征服直後に始まり、メキシコ北部（バハ・カリフォルニア州とソノラ州）、コアウイラ州とドゥランゴ州のラグーナ地方およびメキシコ中部（サカテカス州、アグアスカリエンテス州、ケレタロ州）が主なワイン産地として知られ、中でもバハ・カリフォルニア州だけでメキシコワインの9割を産する。ワインを生産し、輸出する国際的な賞を獲得したワイン醸造所もある。
最も重要で頻繁に使われるメキシコ料理の香辛料は、唐辛子とクミン、オレガノ、コリアンダー、アリタソウ、シナモン、ココアである。熟したハラペーニョトウガラシを燻製して作られるチポトレもメキシコ料理では一般的である。多くのメキシコ料理にはタマネギやニンニクが含まれ、メキシコの主要食物の一部を成す。
米はトウモロコシに次いでメキシコ料理で最も一般的な穀物である。フードライターのカレン・ハーシュ・グレーバーによれば、ムーア人による14世紀の北アフリカからスペインへの米の伝来が、1520年代にベラクルスの港におけるスペインからメキシコへの米の伝来に繋がった。グレーバー曰く、これは世界で最高の多国籍料理の最初期の例の1つを生み出したという。

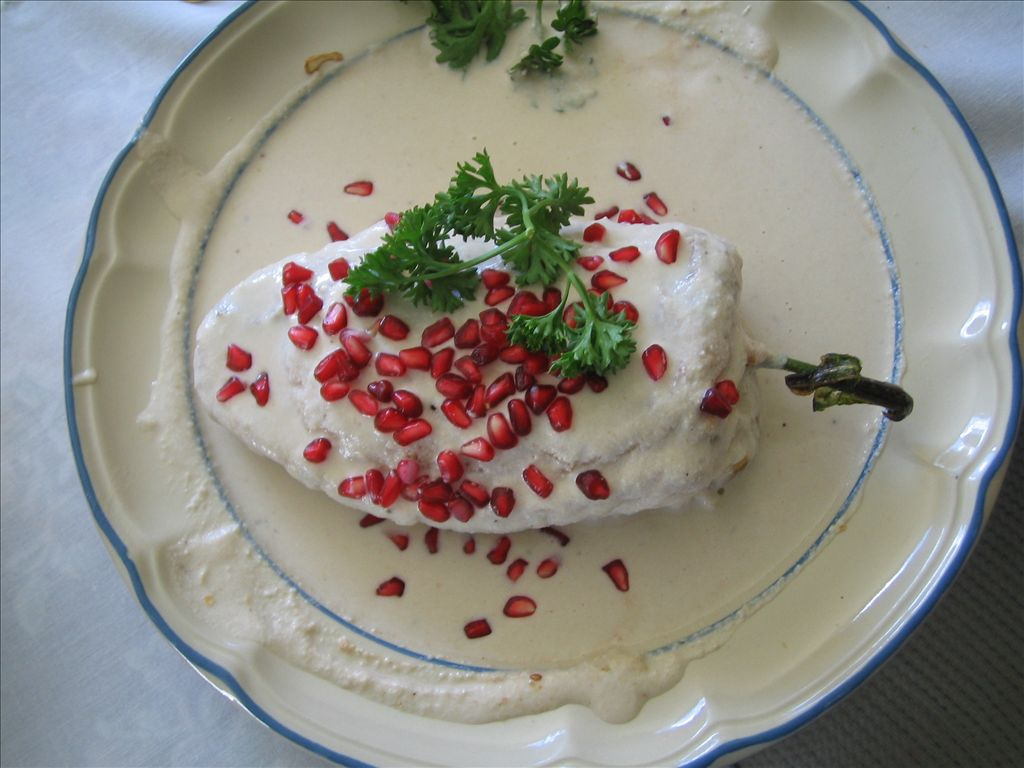
メキシコの大衆料理 チレス・エン・ノガダ

他方では、メキシコ南東部、特にユカタン半島では、香辛料の効いた野菜と肉の料理が有名である。メキシコ南東部の料理は、地理的にカリブ海の食文化の影響が強い。魚介類は太平洋やメキシコ湾に接している州で一般に調理される。前者はセビチェ、後者はウアチナンゴ・ア・ラ・ベラクルサーナで有名である。
現代では、メキシコで外国料理の人気が非常に高まり、メキシコ料理にも外国料理の要素が取り入れられた。例えば、メキシコの寿司はしばしばマンゴーとタマリンドをベースにした様々なソースを使用して作られ、セラーノを混ぜた醤油と共に出されたり、酢やハバネロ、チポトレを加えることも非常に多い。
チョコレートはメキシコに起源があり、先住民の社会であまねく珍重された。チョコレートは今もメキシコ料理の重要な材料である。

## 音楽と舞踊

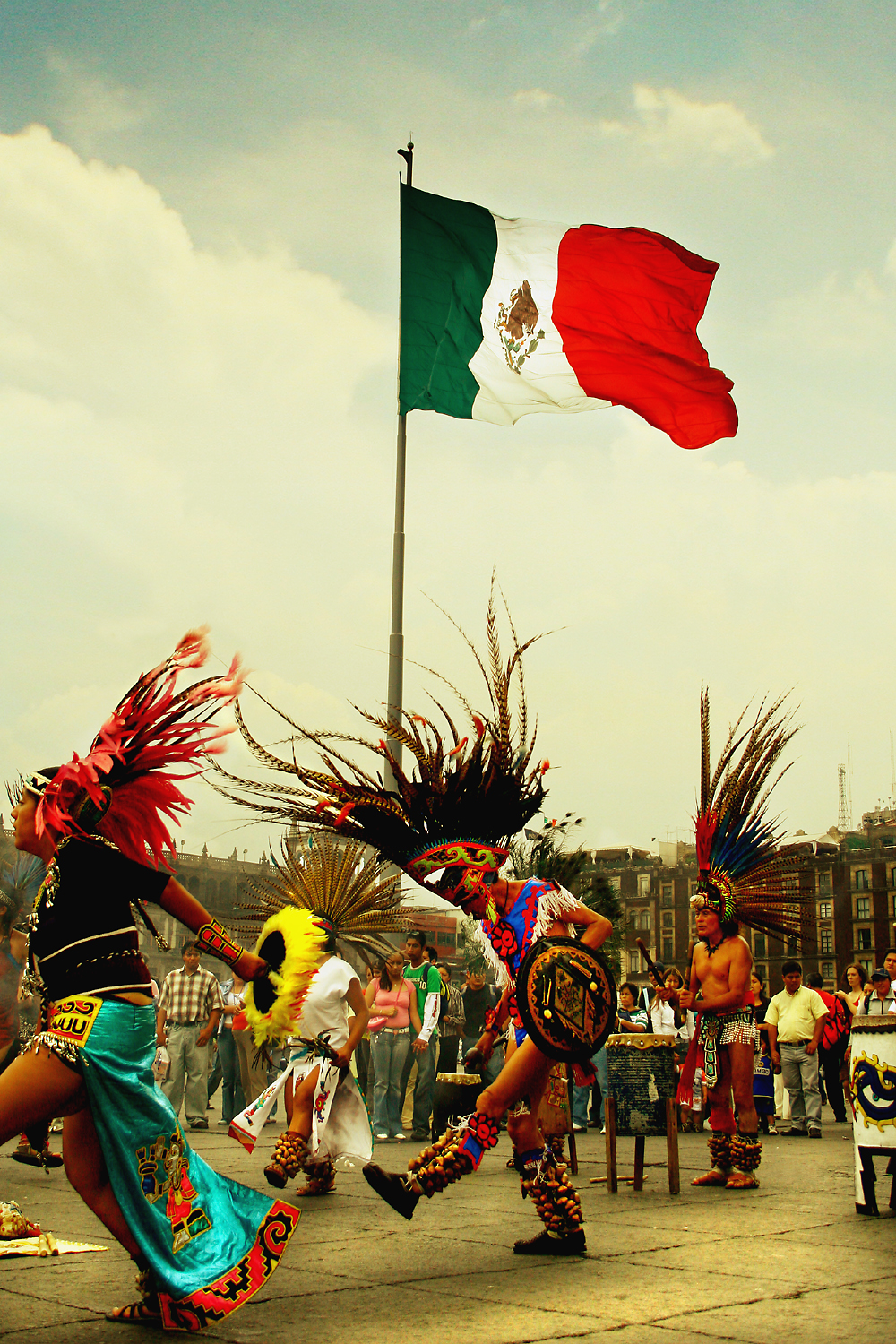
メキシコシティのアステカ人ダンサー

メキシコ音楽の土台は、先住民族の音楽の遺産に由来する。この地域の先住民は、太鼓や笛、マラカス、貝殻、声楽を音楽や舞踊に用いていた。この古代の音楽は今でもメキシコの一部地域で演奏されている。しかしながら、現代メキシコの伝統音楽の多くは、スペイン植民地時代とそれ以後に書かれ、多くのヨーロッパの楽器を使用する。マリアッチで使われるビウエラのように、その原型がヨーロッパから持ち込まれた楽器の中には今では非常にメキシコ的なものもある。メキシコの社会は莫大な音楽のジャンルを謳歌しており、メキシコ文化の多様性を示している。伝統音楽には、マリアッチや、バンダ、ノルテーニョ、ランチェーラ、コリードが挙げられる。ポップやメキシカンロックなどの現代音楽も人気がある。メキシコはラテンアメリカ最大のメディア産業を抱えており、ヨーロッパのあちこちと中央及び南アメリカでも有名なメキシコ人の芸術家を生み出している。コリードと呼ばれるフォークソングは、16世紀以降同国で人気がある。それはメキシコ革命、誇り、メスティーソであること、ロマンス、貧困、政治、あるいは犯罪についての物語を歌う。
今日では、マリアッチとして知られている楽団が通りやフェスティバル、レストランで演奏している。マリアッチのグループには歌手とギター、トランペット、ヴァイオリン、マリンバの奏者がいる。最も有名なマリアッチのグループはバルガス・デ・テカリトランであり、元は1897年に形作られた。

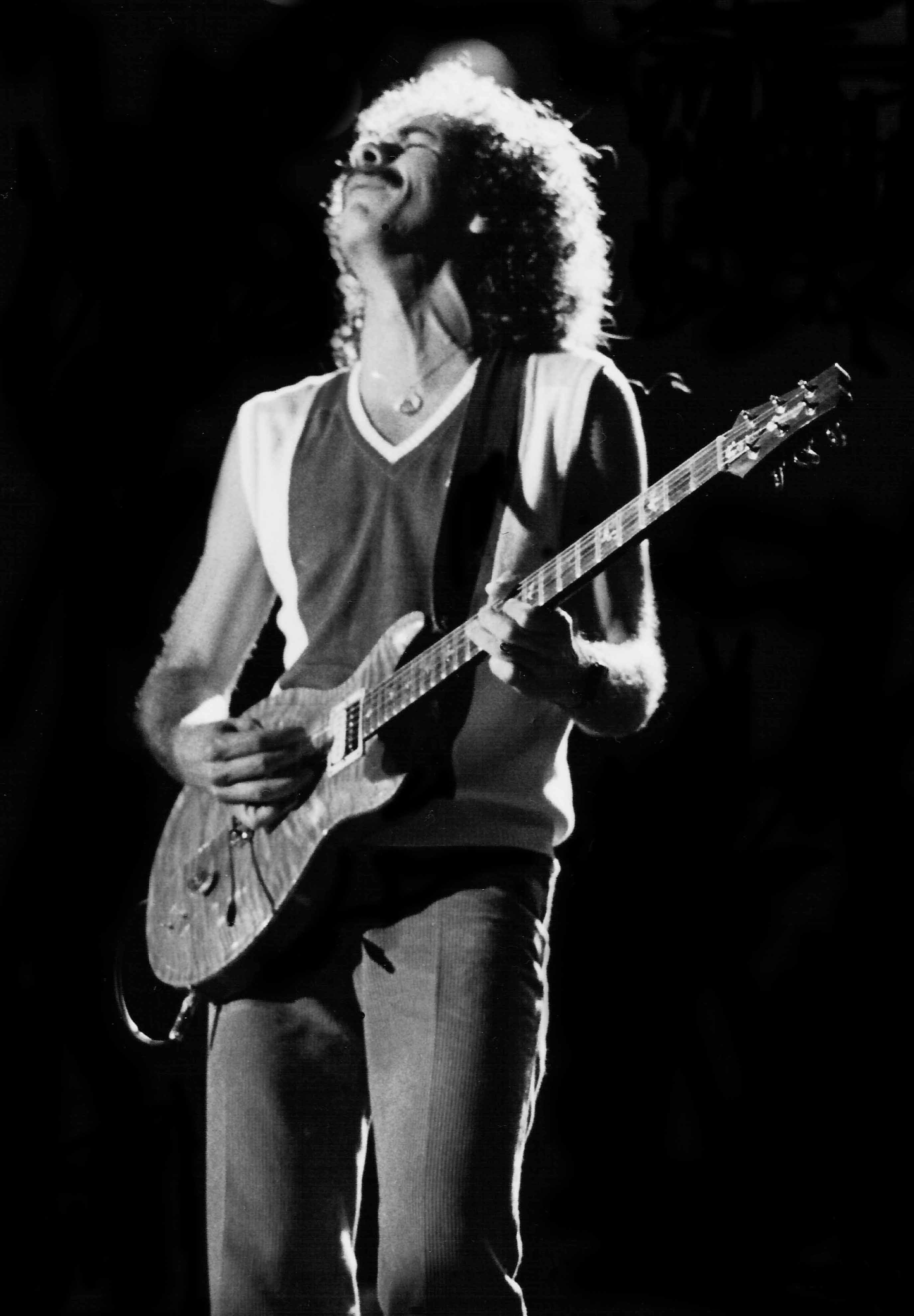
カルロス・サンタナの1984年の演奏

メキシコの地方の伝統音楽のその他のスタイルには、ギターとハープを用いるベラクルス州のソン・ハロチョ、キンタ・ワパンゲーラ及びハラナ・ワステカとして知られている2つのギターを用いる、ワステカ地方と北部一帯のワパンゴまたはソン・ワステコ、主に金管楽器を用いるシナロア州のタンボーラ、デュランゲンセ、ユカタン半島の大半で愛されるハラーナ・ユカテカ、レドバとアコーディオンを用いる北部地方のノルテーニョがある。
フォークダンスはメキシコ文化の特徴である。ダンスの伝統において重要なものは、「メキシコ帽のダンス」として知られている「ハラベ・タパティオ」である。伝統舞踊のダンサーは一連のホッピングステップと踵や靴のタップを行う。
最もよく知られている「古典的」作曲家は: マヌエル・ポンセ (「小さな星」)、レブエルタス、ホルダ（エロディア）、リカルド・カストロ、フベンティーノ・ローサス (『波濤を越えて』)、カリーヨ (Sonido 13)、イバーラ、パブロ・モンカヨ（ワパンゴ）とカルロス・チャベスである。
人気の作曲家としては、アグスティン・ララ、コンスエロ・ベラスケス(「ベサメ・ムーチョ」)、「グティ」カルデナス、ホセ・アルフレド・ヒメネス、アルマンド・マンサネーロ、ルイス・アルカラス、アルバーロ・カリーヨ、ホアキン・パルダベ、アルフォンソ・オルティス・ティラドが挙げられる。
伝統的なメキシコ音楽は、メキシカンポップとメキシカンロックジャンルの進化に影響を及ぼした。よく知られているメキシコのポップシンガーにはルイス・ミゲルやアレハンドロ・フェルナンデスがいる。カルロス・サンタナやカフェ・タクーバ、カイファネスなどのラテン・ロックミュージシャンは、メキシコのフォークの旋律を自分たちの音楽に取り入れた。伝統的なメキシコ音楽は、今もエウヘニア・レオンやリラ・ダウンズのようなアーティストの声の中で生きている。

## スポーツ

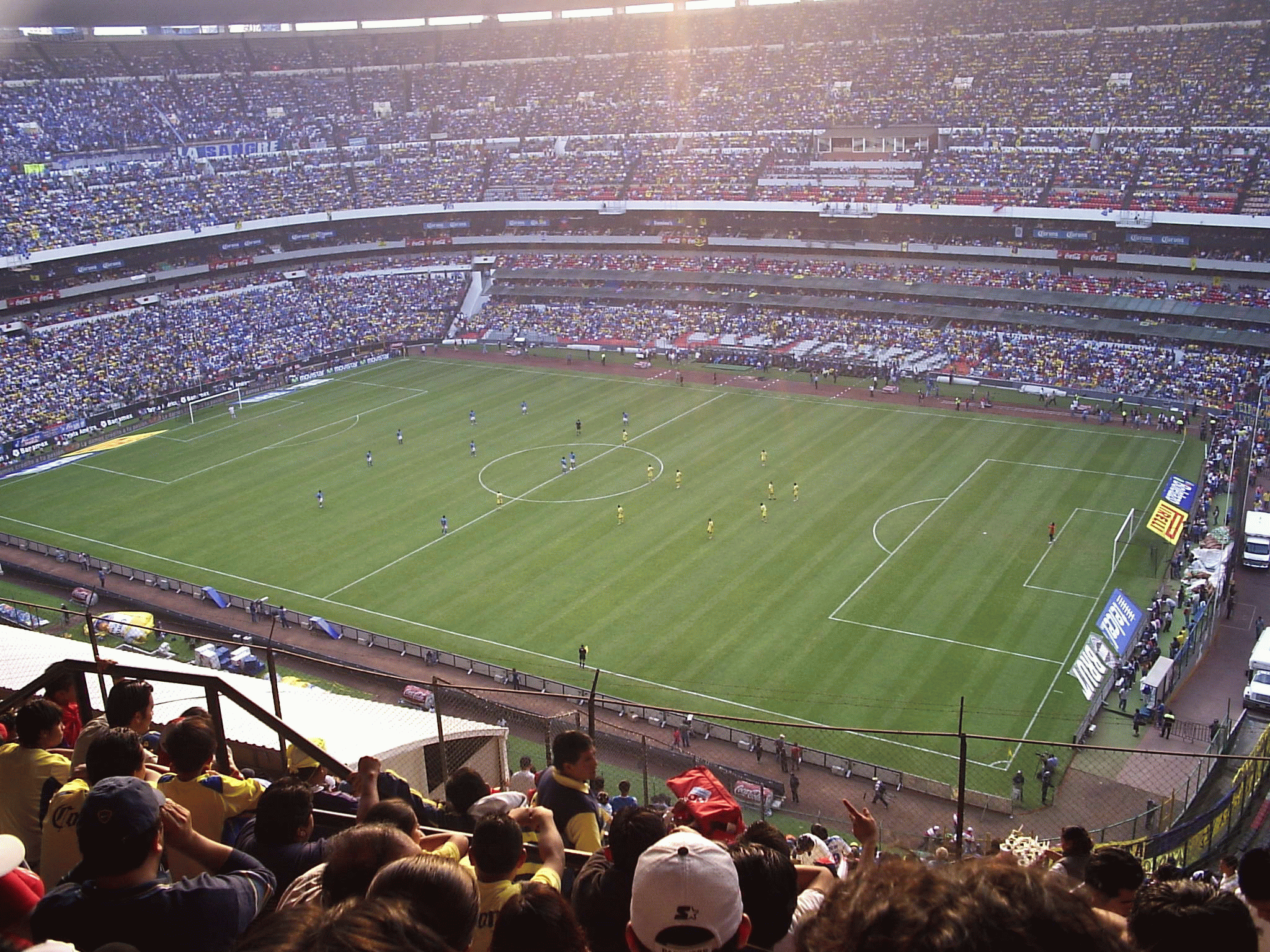
エスタディオ・アステカ (アステカ・スタジアム)

メキシコの伝統的な国民的スポーツは、一続きの乗馬種目からなるチャレリアである。チャレリアで使われるメキシコの国馬は、アステカ種である。スペインから持ち込まれた伝統、闘牛も人気である。メキシコには世界最大の闘牛開催場で48000人を収容可能なメキシコシティのプラサ・メヒコがある。
サッカーはメキシコで一番人気があるチームスポーツである。ほとんどの州に独自のサッカー代表チームがある。同国の重要なチームには、CDグアダラハラやクルブ・アメリカ、クルス・アスル、UNAMプーマスなどがある。注目に値するプレイヤーには、ウーゴ・サンチェスやクラウディオ・スアレス、ルイス・エルナンデス、フランシスコ・パレンシア、クアウテモク・ブランコ、ギジェルモ・オチョア、ハレド・ボルヘッティ、ラファエル・マルケス、パベル・パルド、ラモン・ラミレス、ホルヘ・カンポス、ハビエル・エルナンデス・バルカサール、オスワルド・サンチェスなどが挙げられる。

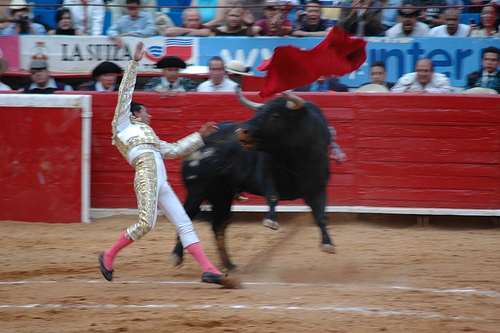
メキシコシティ出身のメキシコ人闘牛士

メキシコは格闘技の長い伝統を誇ります。ボクシングは最も人気があり、様々な階級で110人以上の世界チャンピオンを輩出しています。メキシコで2番目に競技人口の多いテコンドーは、オリンピックで数々のメダル（金メダル2個、銀メダル2個、銅メダル3個）を獲得するなど、屈指の実力者です。総合格闘技（MMA）にもメキシコ出身の世界チャンピオンがおり、メキシコはラテンアメリカ諸国で唯一、この偉業を達成しています。さらに、柔道と空手にも、メキシコ出身の優秀な選手が数多くいますが、その数はボクシングほど多くありません。
その他人気のレクリエーション活動には、ルチャリブレ(メキシコのプロレス)、野球、釣り、スキューバ・ダイビング、ハイアライ、バスケットボールなどがある。
同国は1968年の夏季オリンピックと1970年と1986年のFIFAワールドカップを主催しており、FIFAワールドカップを二度主催した最初の国である。

## 関連項目

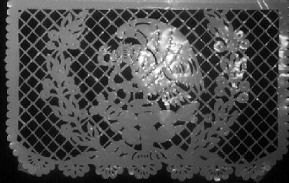
パペルピカド